# Грамота Александра Македонського
Грамота Александра Македонського — вигаданий привілей на право володіння землями від Північного до Адріатичного морів і підкорення тамтешніх народів, що його нібито надав Александр Македонський своїм «союзникам — слов'янам» за виявлену ними військову доблесть, хоробрість і вірність.
Походження цієї історичної фальсифікації до кінця не з'ясоване. Очевидно, вона виникла у середині XIV століття в елітарному, патріотично налаштованому середовищі Чеського королівства. Найраніший з відомих списків грамоти (латиною) виявлено в чеському рукописному збірнику (1443) із зібраних Д. Церроні (архів міста Брна), де він міститься поряд з матеріалами, у яких обґрунтовується необхідність обрання чеського короля зі слов'ян. Перші публікації грамоти Александра Македонського здійснили чеський історик В. Гайк (1541) і польський історик Марцін Бельський (1551).
Цей документ справив вплив на осмислення українськими авторами XVI—XVII століття ранньої історії слов'янства, а також позначився на розробці ними етнокультурно-історичних ідей раннього Нового часу. Йдеться насамперед про включення минулого українського народу до контексту античної історії. Так, в історичній схемі українсько-польського автора XVI століття С. Оріховського до територій, наданих Александром Македонським слов'янам, зараховувалася Рутенія (Русь). Причому появу цієї грамоти Оріховський пов'язував із перемогою «полководців» Александра Македонського (якому приписував слов'янське походження) — Чеха, Леха, Руса (Роксолана).
У таких історичних творах, як Густинський літопис, «Кройніка» Ф. Софоновича, український Хронограф за списком Л. Боболинського, «Синопсис Київський», а також деяких полемічних трактатах міфологема пожалування Александром Македонським слов'янам грамоти вписувалася в коло ідей, що були актуальними для тогочасного періоду становлення свідомості українського народу, зокрема: слов'янської етнокультурної спільності; політичної рівноправності українців з іншими сусідніми народами; законного права українців бути повноправними господарями на своїй землі. Сумніви щодо достовірності грамоти Александра Македонського висловлювалися уже в XVI—XVII століттях, зокрема, М. Кромером, А. Кохановським, Ю. Крижаничем. У східно-слов'янській історичній науці одним з перших піддав предметній критиці цю міфологему російський історик В. Татищев.